# Лалібела
Лалібела — місто на півночі Ефіопії. Одне зі святих міст країни, що за значенням поступається тільки Аксуму, центр паломництва населення країни. На відміну від Аксума, майже всі жителі Лалібели є християнами ефіопської православної церкви. За задумом Святого Гебре Мескеля Лалібели місто мало стати Новим Єрусалимом, тому багато з історичних будівель міста мають назву й конструкцію будівель Єрусалима.
За даними Центрального статистичного агентства, 2005 року населення міста налічувало близько 14 668 осіб. За даними національного перепису 1994 року, населення міста становило 8484 особи.

## Географія
Місто лежить у зоні Симен-Уолло регіону Амхара на висоті 2500 метрів над рівнем моря.

### Клімат
Місто знаходиться у зоні, котра характеризується океанічним кліматом субтропічних нагір'їв. Найтепліший місяць — травень із середньою температурою 16.7 °C (62.1 °F). Найхолодніший місяць — грудень, із середньою температурою 12.6 °С (54.7 °F).
| Клімат Лалібели         | Клімат Лалібели | Клімат Лалібели | Клімат Лалібели | Клімат Лалібели | Клімат Лалібели | Клімат Лалібели | Клімат Лалібели | Клімат Лалібели | Клімат Лалібели | Клімат Лалібели | Клімат Лалібели | Клімат Лалібели | Клімат Лалібели |
| Показник                | Січ.            | Лют.            | Бер.            | Квіт.           | Трав.           | Черв.           | Лип.            | Серп.           | Вер.            | Жовт.           | Лист.           | Груд.           | Рік             |
| Середня температура, °C | 13,3            | 14,6            | 15,7            | 16,3            | 16,7            | 16,6            | 14,9            | 14,4            | 14,4            | 13,6            | 12,9            | 12,6            | 14,7            |
| Норма опадів, мм        | 13.1            | 28.2            | 55              | 83.1            | 84.2            | 73.5            | 281.4           | 295.2           | 127.7           | 51.5            | 28.1            | 21.1            | 1142.1          |
| Днів з опадами          | 3,3             | 3,9             | 5               | 7,3             | 9,5             | 10,8            | 10,9            | 12,9            | 9,8             | 6,1             | 3,4             | 2,8             | 85,7            |
| Вологість повітря, %    | 51.4            | 48.5            | 48.3            | 52.8            | 57.4            | 57.8            | 70.2            | 72.6            | 63.3            | 63.9            | 61.5            | 57.1            | 58.7            |
| ----------------------- | --------------- | --------------- | --------------- | --------------- | --------------- | --------------- | --------------- | --------------- | --------------- | --------------- | --------------- | --------------- | --------------- |
| Джерело: Weatherbase    |                 |                 |                 |                 |                 |                 |                 |                 |                 |                 |                 |                 |                 |

## Історія
До часів правління Гебре Мескеля Лалібели місто було відоме під іменем Роха. Цар-праведник отримав своє ім'я завдяки бджолиному рою, який, за легендою, оточив його при народженні. Його мати розцінила це як знак того, що він стане царем Ефіопії. Назви деяких місць у сучасному місті й загальний вигляд самих, висічених у суцільному камені, церков повторюють назви й обриси будівель, які цар Лалібела бачив під час свого перебування в Єрусалимі та у Святій землі в юнацтві.
Прагнучи усамостійнити ефіопську церкву і вивести її з-під влади Александрійського патріарха, Лалібела вирішив збудувати на батьківщині новий Єрусалим, який відповідав би його власним уявленням про «святий град». Саме тому багато об'єктів у місті мають біблейські назви: навіть річку, що протікає містом, називають Йорданом.
Місто залишалося столицею Ефіопії з кінця XII століття й упродовж XIII.
Першим з європейців церкви Лалібели побачив португальський мандрівник Перу да Ковільян (1460–1526). Серед перших європейців, хто побував у Лалібелі, був і португальський священик Франсішку Алваріш (1465—1540), який супроводжував посла Португалії під час відвідування останнім Лібне Дингиля у 1520-х роках.
Відповідно до «Футух аль-Хабаса» (Futuh al-Habasa) Сіхаба ад-Діна Ахмада, Ахмед Гран спалив один із храмів Лалібели під час свого вторгнення до Ефіопії.
Місто відоме у всьому світі своїми монолітними церквами, що відіграють важливу роль в історії скельної архітектури. Хоча дати будівництва церков точно не відомі, вважається, що більшість із них було зведено за часів правління Лалібели, а саме — упродовж XII—XIII століть. Разом налічується 13 церков, об'єднаних у чотири групи:
1. Північна група: Бет Медхане Алем, місце розташування хреста Лалібели, вважається найбільшою монолітною церквою у світі, можливо копіює церкву Святої Марії Сіонської в Аксумі. Поєднана з церквами Бете-Мар'ям[fr] (можливо, найстарішою з тих церков), Бете-Голгофа (відома своїми витворами мистецтва, за деякими даними, там розташована могила царя Лалібели), каплицею Селассіє та могилою Адама.
2. Західна група: Бет Гіоргіс, що вважається найбільш витонченою церквою й такою, що збереглась найкраще.
3. Східна група: Бет Амануель (можливо, колишня царська каплиця), Бет Меркоріос (може бути колишньою в'язницею), Бет Абба Лібанос і Бет Габріель-Руфаель (можливо, колишній царський палац), поєднана зі святою царською пекарнею.
4. Ще далі розташовані монастир Ашетан Мар'ям і церква Ємрегана Крестос (можливо, XI століття, збудована в аксумському стилі, але в печері).

Щодо часу будівництва деяких церков є різні думки. Девід Бакстон установив загальновизнану хронологію". Оскільки на висікання в тілі скелі мало піти більше часу, ніж кілька десятиліть правління царя Лалібели, Бакстон припустив, що роботи тривали й у XIV столітті.
Церкви також є значним досягненням інженерної думки, враховуючи, що всі вони пов'язані з водою (яка наповнює криниці поряд із багатьма церквами), використовують артезіанську геологічну систему, що подає воду на верхівку гірського хребта, де лежить місто.

## Побут
У Лалібелі також розташовані аеропорт (ICAO code HALL, IATA HLL), великий ринок, дві школи й лікарня.

## У творах мистецтва
- Лалібела згадується як «місто священиків і висічених у камені церков» у науково-фантастичному романі «My Soul to Keep» Тананаріве Дуе.
- Книга «Тяжкий хрест Лалібели» Олександра Власова видана у Челябінську[10].

## Галерея

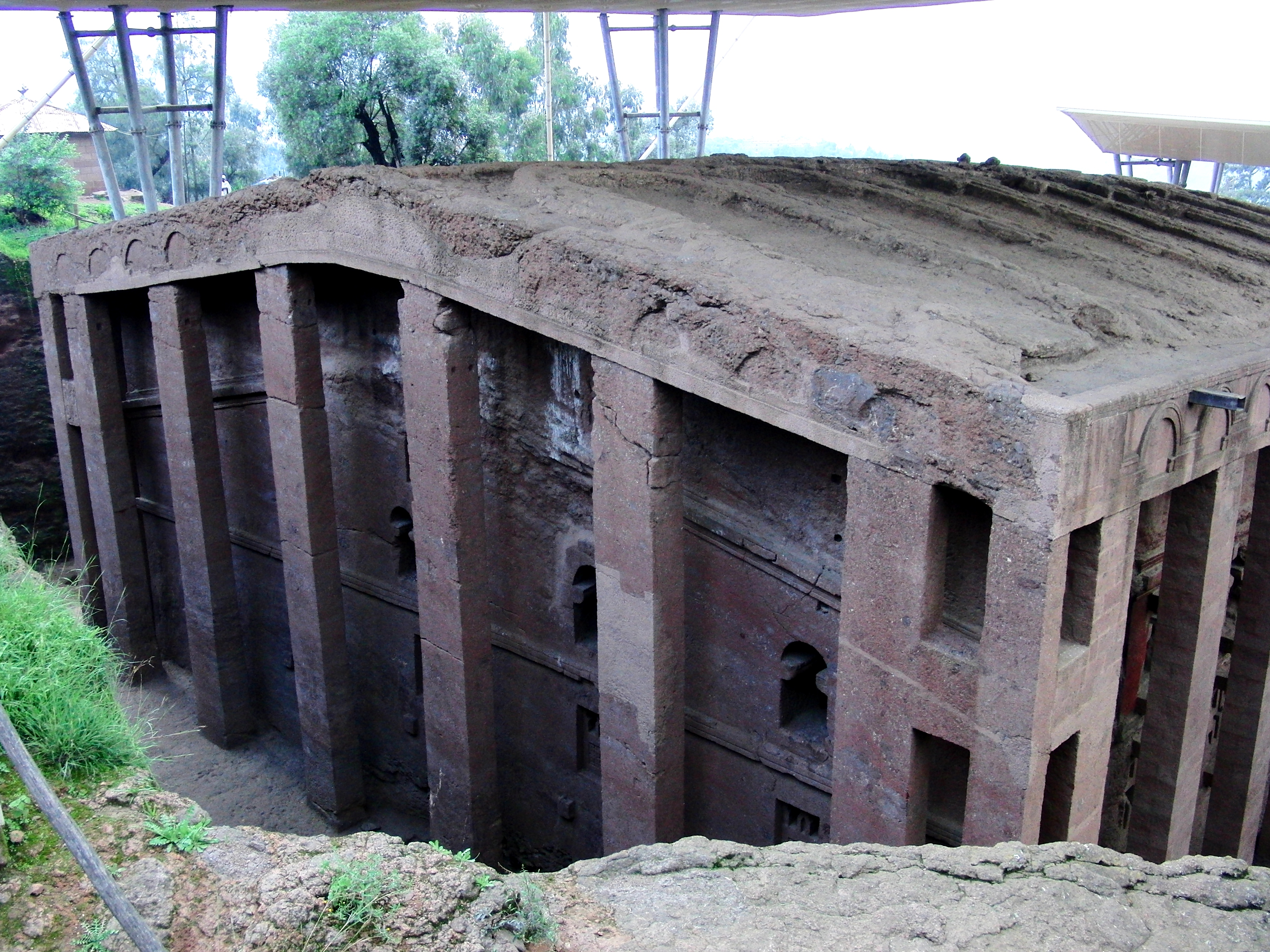
Церква Спасителя Світу
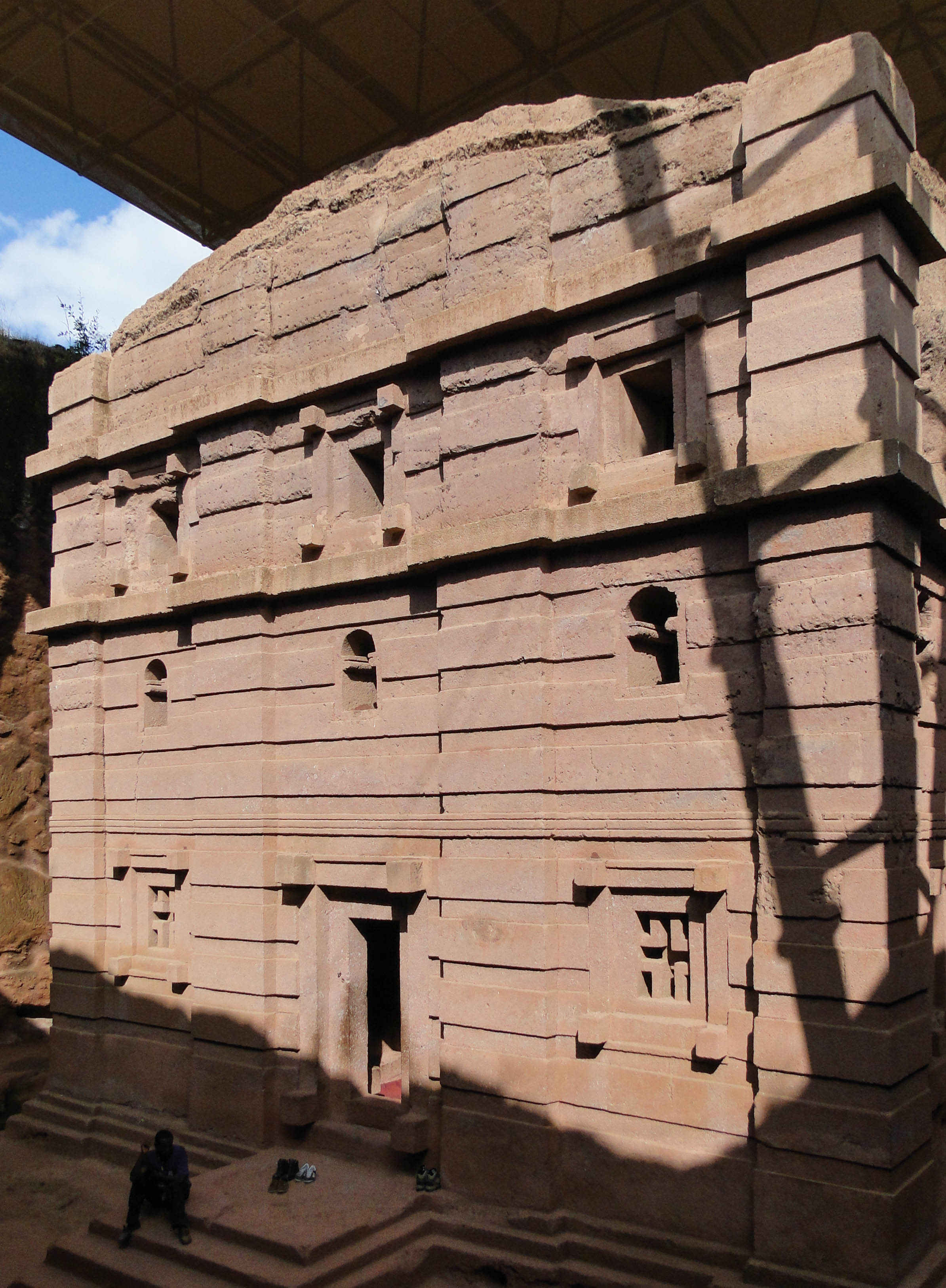
Св. Амануель, можливо, колишня царська каплиця
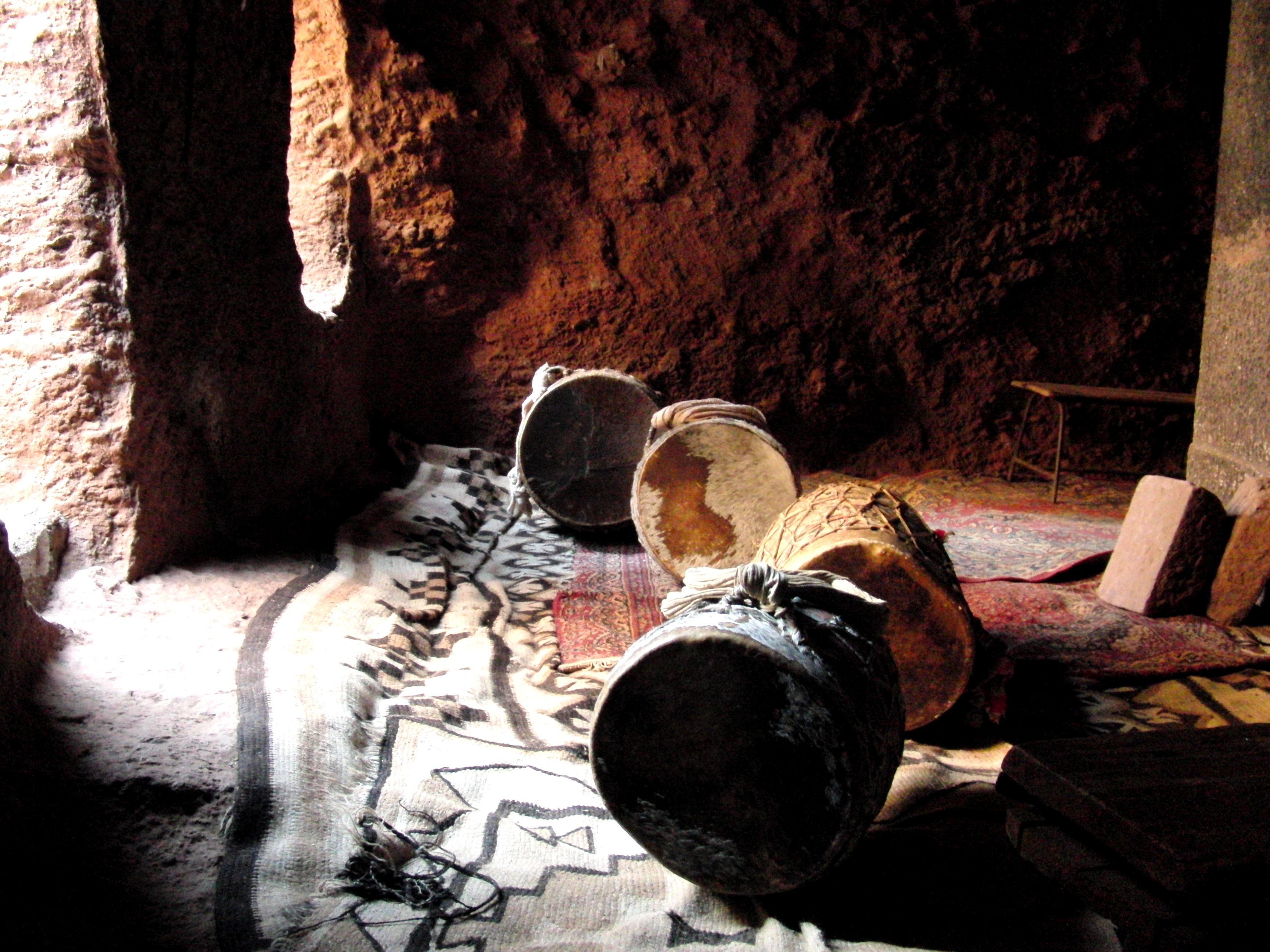
Ритуальні барабани біля бічного входу до церкви Св. Георгія
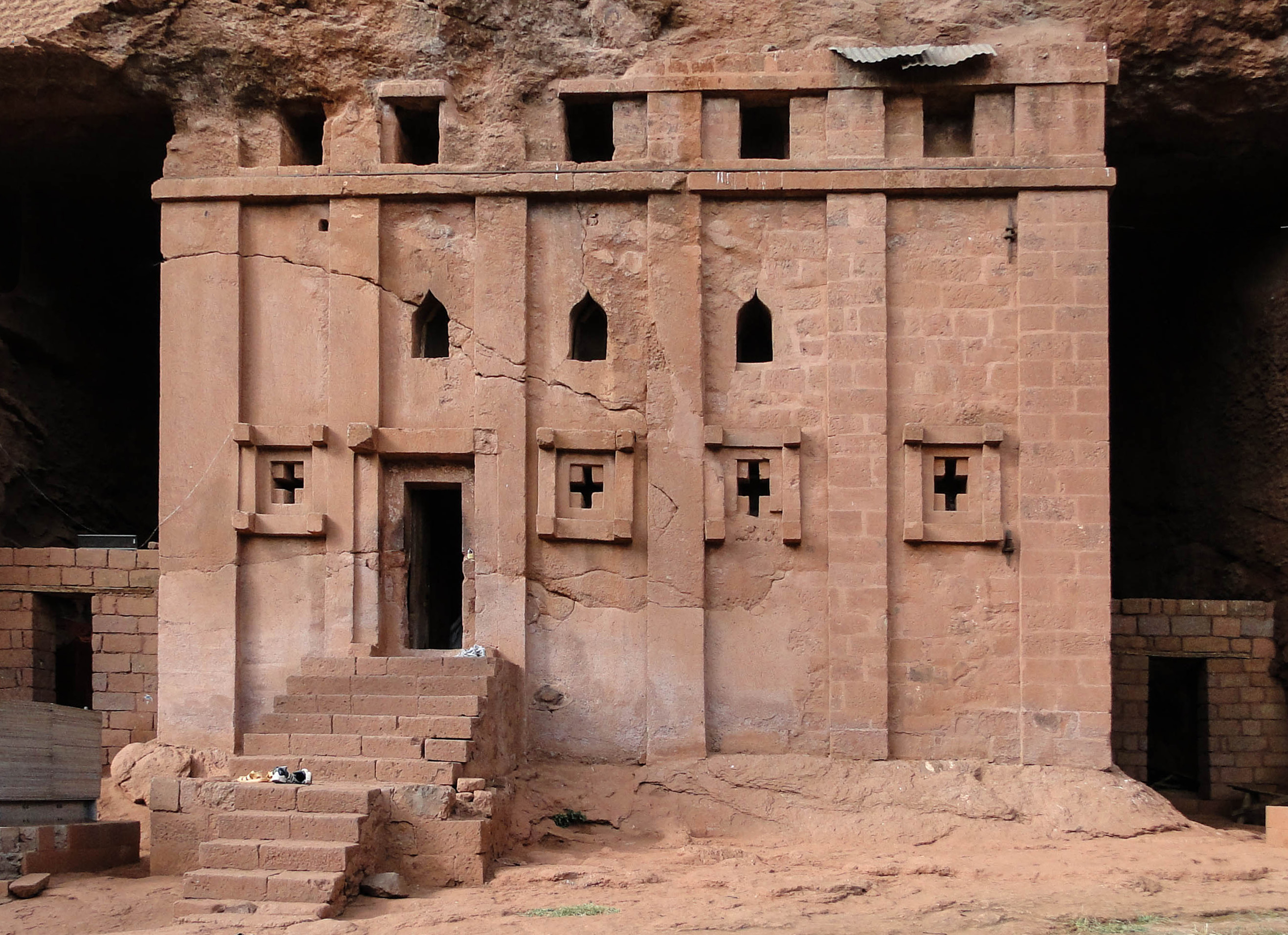
Бет Абба Лібанос
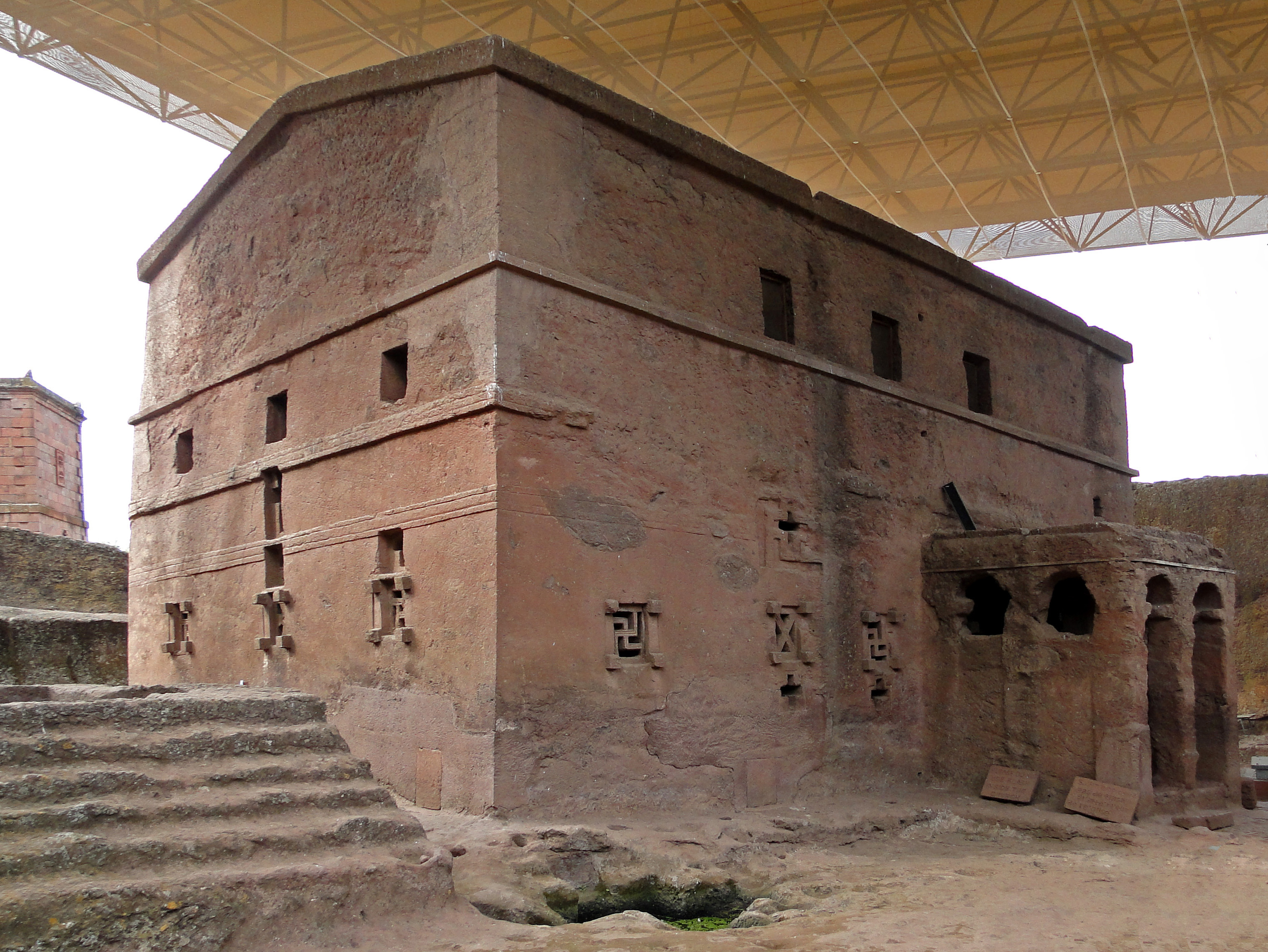
Церква Святої Марії